# Excedente econômico

Gráfico comparativo que mostra o efeito do crescimento dos preços das mercadorias no excedente econômico de consumidores (vermelho) e produtores (azul)

Na doutrina econômica ortodoxa, excedente econômico, também conhecido como bem-estar total ou Excedente Marshalliano (após Alfred Marshall), refere-se a duas quantidades relacionadas: o Excedente do consumidor ou superávit, que é o ganho monetário obtido pelos consumidores porque eles são capazes de comprar um produto por um preço que é menor que o preço mais alto que eles estariam dispostos a pagar; e o Superávit do produtor ou excedente dos produtores, que é a quantia que os produtores se beneficiam vendendo a um preço de mercado que é maior do que o mínimo que eles estariam dispostos a vender; isto é aproximadamente igual a lucro (uma vez que os produtores normalmente não estão dispostos a vender com prejuízo, e normalmente são indiferentes a vender a um preço de breakeven).
Em algumas escolas da economia heterodoxa, o excedente econômico mede a renda total obtida pela classe dominante derivada da propriedade dos escassos fatores de produção, reinvestidos na produção ou no consumo.
Para os marxistas, o conceito está relacionado com a mais valia, produção excedente e mão-de-obra excedente, razões da acumulação capitalista.

## Cálculo do excedente em relação a demanda
O excedente do consumidor (individual ou agregado) está na área abaixo da (individual ou agregada) curva da demanda e numa linha horizontal do preço atual (na hipótese agregada: o preço em equilíbrio). Se a curva de demanda se afigurar como uma linha reta, o excedente do consumidor estará na área de um triângulo:
{\displaystyle EC={\frac {1}{2}}Q_{mcd}\left({P_{max}-P_{mcd}}\right)}
Quando Pmcd está em equilíbrio (de preços), excedente é igual a demanda. Qmcd é a quantidade total adquirida pelo preço em equilíbrio e Pmax é a quantidade pelo preço desejado que tende a 0 (ou seja, o ponto onde a curva de demanda intercepta o eixo do preço). Para diferentes níveis da função demanda e excedente, as áreas não serão de triângulos mas poderão ser determinadas por meio de cálculo integral. O excedente do consumidor é na verdade a integral da função demanda em relação ao preço, num mercado onde a possibilidade da venda pelo preço máximo é preservada (i.e. a interceptação do preço na função demanda):
{\displaystyle EC=\int _{P_{mcd}}^{P_{max}}D(P)\,dP,} onde {\displaystyle D(P_{max})=0.}
Se houver um aumento no nível de preço e uma baixa no ponto de equilíbrio da quantidade, o excedente do consumidor diminuiu.

## Distribuição de lucros na baixa de preços
Quando o excedente de bens se expande, os preços baixam (assumindo que a curva de demanda é descendente) e o excedente do consumidor aumenta. Os lucros serão distribuídos pelos dois grupos.
Considere-se o exemplo de curvas lineares de excedente e demanda. Para o excedente E 0, o excedente do consumidor é um triângulo acima da linha formada para o preço  P0 para a linha de demanda (limitada a esquerda pelo eixo dos preços e acima pela linha de demanda). Se o excedente se expande para E0 para S1, o excedente do consumidor se expande para o triângulo acima P1 e abaixo da linha de demanda (ainda delimitada pelo eixo dos preços). O mercado do excedente de consumidor é definido pela área dos dois triângulos, e o bem-estar do consumidor está associado à expansão do excedente.
Algumas pessoas estavam dispostas a pagar o maior preço P0. Quando o preço se reduz, seus ganhos serão a área do retângulo formado acima por  P0, e abaixo por  P1, à esquerda pelo eixo de preços e à direita por uma linha vertical ascendente de  Q0.
O segundo cenário para ganhos são consumidores que compram mais, e os novos consumidores, que irão pagar pelo preço decrescente (P1) mas não o maior preço (P0). Esse mercado adicional de consumidores é a diferença entre Q1 e Q0. O excedente do consumidor é o triângulo delimitado por uma linha vertical ascendente de  Q0, à direita e acima pela linha de demanda e abaixo por uma linha horizontal ascendente de P1.

## Regra da média
A regra da média ou da "metade" estima a alteração do excedente do consumidor para pequenas negociações com uma curva de demanda constante. Nesse caso especial a curva de demanda é linear e o excedente do consumidor é a área do triângulo delimitado pela linha vertical Q=0, a linha horizontal {\displaystyle P=P_{mkt}} e a curva de demanda linear.  Adicionalmente, a alteração do excedente do consumidor é a área do trapézio que i) tem altura igual a alteração de preços e ii) semirreta igual a média do equilíbrio das quantidades antes e depois:
{\displaystyle \Delta EC={\frac {1}{2}}\left({Q_{1}+Q_{0}}\right)\left({P_{1}-P_{0}}\right)}
onde:
- EC = Excedente do consumidor
- Q0 e Q1 são, respetivamente, a quantidade demandada antes e depois da alteração no excedente
- P0 e P1 são, respetivamente, os preços antes e depois da alteração no excedente

## Leitura (em inglês)
- Henry George, Progress and Poverty